# Siedelbach
Siedelbach ist ein Gemeindeteil des Marktes Markt Erlbach im Landkreis Neustadt an der Aisch-Bad Windsheim (Mittelfranken, Bayern). Die Gemarkung Siedelbach hat eine Fläche von 7,055 km². Sie ist in 670 Flurstücke aufgeteilt, die eine durchschnittliche Fläche von 10530,28 m² haben. In ihr liegen neben dem namensgebenden Ort die Gemeindeteile Blümleinsmühle, Haidt, Kemmathen, Mittelmühle.

## Geografie
Im Dorf entspringt der Siedelbach, ein linker Zufluss des Ulsenbachs, der wiederum ein linker Zufluss der Zenn ist. Im Norden liegt das Flurgebiet Große Herrenbusch, im Südosten Stockweiheräcker. 0,75 km südwestlich liegen der Sauberg und der Tannenbuck.
Die Kreisstraße NEA 23/FÜ 18 führt nach Neidhardswinden (1,1 km nördlich) bzw. am Lenzenhaus vorbei nach Wilhermsdorf zur Staatsstraße 2252 (3,6 km südlich). Die Kreisstraße NEA 19 führt nach Dürrnbuch (1,9 km nordöstlich) bzw. zur Staatsstraße 2244 (1 km westlich) einen halben Kilometer nördlich von Kemmathen.

## Geschichte
Der Ort wurde 1253 als „Sytelbach“ erstmals urkundlich erwähnt. 1254 veräußerte der Schultheiß Heitvolkus von Nürnberg dem Kloster Heilsbronn ein Gefälle von seinem Gut in Siedelbach. Insgesamt erwarb das Kloster dort drei Anwesen, wovon im Dreißigjährigen Krieg alle verödeten.
Gegen Ende des 18. Jahrhunderts gab es in Siedelbach 10 Anwesen. Das Hochgericht übte das brandenburg-bayreuthische Stadtvogteiamt Markt Erlbach aus. Die Dorf- und Gemeindeherrschaft hatte das Kastenamt Neuhof. Grundherren waren das Kastenamt Neuhof (1 Schmiede, 3 Höfe, 1 Halbhof, 2 Güter), die Herrschaft Wilhermsdorf (2 Güter) und der Nürnberger Eigenherr von Zeltner (1 Gut).
Von 1797 bis 1810 unterstand der Ort dem Justizamt Markt Erlbach und Kammeramt Neuhof. 1810 kam Siedelbach an das Königreich Bayern. Im Rahmen des Gemeindeedikts wurde es dem 1811 gebildeten Steuerdistrikt Markt Erlbach und der 1813 gebildeten Ruralgemeinde Eschenbach zugeordnet. 1817/18 unterstand der ganze Ort dem Herrschaftsgericht Wilhermsdorf. Mit dem Zweiten Gemeindeedikt (1818) entstand die Ruralgemeinde Siedelbach. Sie war in Verwaltung und Gerichtsbarkeit dem Landgericht Markt Erlbach zugeordnet und in der Finanzverwaltung dem Rentamt Ipsheim. Drei Anwesen unterstanden bis 1839 dem Patrimonialgericht Wilhermsdorf. Am 14. September 1824 wurden Blümleinsmühle, Haidt, Kemmathen, Mittel- und Wolfsmühle von Eschenbach nach Siedelbach umgemeindet. Ab 1862 gehörte Siedelbach zum Bezirksamt Neustadt an der Aisch (1939 in Landkreis Neustadt an der Aisch umbenannt) und ab 1856 zum Rentamt Markt Erlbach (1919–1929: Finanzamt Markt Erlbach, 1929–1972: Finanzamt Fürth, seit 1972: Finanzamt Uffenheim). Die Gerichtsbarkeit blieb beim Landgericht Markt Erlbach (1879 in Amtsgericht Markt Erlbach umbenannt), von 1959 bis 1972 war das Amtsgericht Fürth zuständig, seitdem ist es das Amtsgericht Neustadt an der Aisch. Die Gemeinde hatte 1964 eine Gebietsfläche von 7,425 km².
Am 31. Dezember 1971 wurde die Gemeinde Siedelbach im Zuge der Gebietsreform in Bayern aufgelöst: Wolfsmühle wurde nach Wilhermsdorf eingemeindet, die übrigen Gemeindeteile nach Markt Erlbach.

## Einwohnerentwicklung
Gemeinde Siedelbach
| Jahr      | 1818   | 1840   | 1852   | 1855   | 1861   | 1867   | 1871   | 1875   | 1880   | 1885   | 1890   | 1895   | 1900   | 1905   | 1910   | 1919   | 1925   | 1933   | 1939   | 1946   | 1950   | 1952   | 1961   | 1970   |
| Einwohner | 99     | 236    | 221    | 217    | 226    | 219    | 213    | 205    | 188    | 198    | 181    | 194    | 181    | 187    | 192    | 186    | 166    | 190    | 190    | 294    | 287    | 251    | 190    | 170    |
| Häuser    | 19     | 35     |        |        |        |        | 34     |        |        | 36     | 34     |        | 38     |        |        |        | 37     |        |        |        | 34     |        | 34     |        |
| Quelle    | [ 16 ] | [ 17 ] | [ 18 ] | [ 18 ] | [ 19 ] | [ 20 ] | [ 21 ] | [ 22 ] | [ 23 ] | [ 24 ] | [ 25 ] | [ 18 ] | [ 26 ] | [ 18 ] | [ 27 ] | [ 18 ] | [ 28 ] | [ 18 ] | [ 18 ] | [ 18 ] | [ 29 ] | [ 18 ] | [ 12 ] | [ 30 ] |

Ort Siedelbach
| Jahr      | 001818 | 001840 | 001861 | 001871 | 001885 | 001900 | 001925 | 001950 | 001961 | 001970 | 001987 | 002017 | 002023 |
| Einwohner | 99     | 115    | 117    | 122    | 103    | 105    | 94     | 161    | 104    | 99     | 78     | *67    | *63    |
| Häuser    | 19     | 19     |        |        | 20     | 18     | 18     | 18     | 19     |        | 20     |        |        |
| Quelle    | [ 16 ] | [ 17 ] | [ 19 ] | [ 21 ] | [ 24 ] | [ 26 ] | [ 28 ] | [ 29 ] | [ 12 ] | [ 30 ] | [ 31 ] |        | [ 1 ]  |

## Religion
Der Ort ist seit der Reformation evangelisch-lutherisch geprägt und bis heute nach St. Kilian (Markt Erlbach) gepfarrt. Die Katholiken gehören zur Kirchengemeinde Maria Namen (Markt Erlbach), die ursprünglich eine Filiale von St. Michael (Wilhermsdorf) war und seit 2019 eine Filiale von St. Johannis Enthauptung (Neustadt an der Aisch) ist.